# Rutherford Alcock
Sir Rutherford Alcock (1809-Londres, 2 de noviembre de 1897) fue un diplomático y cónsul británico.

## Biografía
Era hijo de Thomas Alcock, que ejercía su profesión de médico en Ealing, cerca de Londres. Rutherford siguió los pasos de su padre y, en 1836, accedió como cirujano a la brigada marina que participó en las guerras carlistas. Se le distinguió con varios reconocimientos por su trabajo y se le designó inspector general adjunto de los hospitales. Sin embargo, dejó este servicio al cabo de tan solo un año.
Siete años después, tras una breve estancia en Amoy, China, fue nombrado cónsul en Fuzhou, donde, según sus propias palabras, desempeñó las funciones propias «de todo, desde un lord canciller hasta un alguacil». Según lo previsto en el Tratado de Nankín de 1842, el de Fuzhou era uno de los puertos abiertos al comercio, por lo que Alcock tuvo que adoptar una postura totalmente nueva de cara a las autoridades chinas. Ejecutó esta tarea con éxito y obtuvo un cargo en el consulado de Shanghái, adonde marchó en 1846.
En 1858 fue designado cónsul general en Japón y, al año siguiente, ascendió al cargo de ministro plenipotenciario. Por aquel entonces, el clima en el territorio nipón estaba agitado, especialmente hacia los extranjeros. El intérprete de Alcock fue asesinado en 1860 a las puertas de la legación y, al año siguiente, unos rōnin la atacaron; el propio Alcock y su equipo tuvieron que repeler la ofensiva. Al poco de este suceso, el diplomático volvió a Inglaterra.
En 1864 regresó a Japón y un año después fue destinado a Pekín, donde ejerció de representante del Gobierno británico hasta 1871, año en que se jubiló. Aun así, siguió ejerciendo diversas tareas. Fue durante años presidente de la Royal Geographical Society y participó en diversas comisiones.
Escribió varias obras, siendo uno de los primeros en avivar el interés por el arte japonés en Inglaterra. Su trabajo más conocido es The Capital of the Tycoon, publicado en 1863.
Falleció en Londres en 1897.

## Atribución
Este artículo incorpora texto de una publicación sin restricciones conocidas de derecho de autor:  Varios autores (1910-1911). «Encyclopædia Britannica».  En Chisholm, Hugh, ed. Encyclopædia Britannica. A Dictionary of Arts, Sciences, Literature, and General information (en inglés) (11.ª edición). Encyclopædia Britannica, Inc.; actualmente en dominio público.

- Datos: Q939063
- Multimedia: Rutherford Alcock / Q939063